# Перрет, Франк
Франк Алворд Перрет (англ. Frank Alvord Perret; 1867, Филадельфия — 12 января 1943, Нью-Йорк) — американский предприниматель, изобретатель и вулканолог. С 1906 года известен, как один из первых исследователей (современными стационарными методами) вулканов: Везувий, Килауэа и Монтань-Пеле, лучший знаток вулканических извержений в 1940-х годах.

## Биография
Изучал физику в Политехническом Институте Нью-Йоркского университета.

### Электроника
Работал в лаборатории Томаса Эдисона в Нижнем Ист-Сайде, где занимался разработкой двигателей и участвовал в разработке динамомашин.
В 1886 году основал производственную компанию «Электрон» (вместе с Джоном А. Барретом, который вскоре покинул компанию), по разработке и производству электронных устройств:
- электрическая батарея
- теория Электродвижущей силы и её счетчик (CEMF)
- электрический двигатель Перре (постоянного тока).

В 1889 году расширил производство на новых фабриках в Спрингфилд (Массачусетс).
Из-за продолжающихся проблем со здоровьем, он покинул свою компанию в 1904 году.

### Вулканология
В 1900 году отправился в Италию на лечение, где встречался с Рафаэлем Маттеучи (1862—1909), директором Вулканологической обсерватории на вулкане Везувий, и увлёкся вулканологией.
В 1906 году он был ассистентом Маттеучи в изучении извержения Везувия, и составил яркий и наиболее полный доклад о его извержении.
До 1910 года он успел осмотреть вулканы Килауэа, Стромболи, Этна, Тейде и Сакурадзима.
В 1909 году он был одним из инициаторов создания Вулканологической обсерватории на вулкане Килауэа, вместе с Томасом Джагаром из Массачусетского технологического института и Реджинальдом Дэли из Гарвардского университета.
В 1911 году на краю кратера Халемаумау было построено укрытие, которое в следующем году преобразовали в Гавайскую вулканическую обсерваторию, где с января 1912 года Перре начал своё исследование Килауэа. Разрабатывал новые методы исследования вулкана, измерения температуры лавы, вулканическое дрожание и прочие регистрации вулканической активности.
В 1929—1932 годах он изучал разрушительное извержение Монтань-Пеле на острове Мартиника. В общей сложности он провёл на острове около десяти лет. Местный музей вулканологии назван в его честь.
В 1931—1943 годах работал штатным научным сотрудником Института Карнеги.
В 1940 году окончательно вернулся в США и написал несколько книг, которые были опубликованы после его смерти.
Умер в возрасте 76 лет.

## Основные публикации
1912
- Perret F. A. Volcanic observations at Kilauea inaugurated. // Hawaiian Annual for 1912, pp. 164—175, 1911.

1913
- Perret F. A. Some Kilauean formations // American Journal Science. 1913. Ser. 4. Vol. 36. P. 151—159.
- Perret F. A. The lava fountains of Kilauea // American Journal of Science. 1913. — № 4. — P. 139—148.
- Perret F. A. The circulatory system in the Halemaumau lava lake during the summer of 1911 // American Journal of Science. 1913. — № 4. — 1913. — P. 337—349.
- Perret F. A. Volcanic research at Kilauea in the summer of 1911; with a report by Dr. Albert Brun on the material taken directly from «Old Faithful» // American Journal Science. — 1913. Ser. — 4. — Vol. 36. — P. 477—488.

1924
- Perret F. A. The Vesuvius Eruption of 1906: Study of a Volcanic Cycle. 1924. 151 p., (Carnegie Institute of Washington: Publication No. 339).

1935
- Perret F. A. The Eruption of Mount Pelee 1929—1932. — Washington: CI, 1935. (Carnegie Institution of Washington; Publication 458)

1937
- Perret F. A. What to expect of a volcano // Natural History. — 1937. — № 2. — P. 99—105.

1950
- Perret F. A. Volcanological Observations. — Washington: CI, 1950. (Carnegie Institution of Washington; Publication 549).